# Gabriel García Márquez
Gabriel José de la Concordia García Márquez, més conegut com a Gabriel García Márquez, (Aracataca, 6 de març del 1927 - Ciutat de Mèxic, 17 d'abril del 2014) va ser un escriptor colombià, especialitzat en novel·les, contes, guions i articles periodístics. Era conegut familiarment com a Gabito (hipocorístic guajiro de Gabriel), des que el seu company del diari de Bogotà El Espectador, José Salgar, va començar a anomenar-lo Gabo. El 1958 es va casar amb Mercedes Barcha, amb qui va tenir dos fills, Rodrigo i Gonzalo.
És considerat un dels autors més significatius del segle xx. Va obtenir el Premi Nobel de Literatura el 1982, segons la laudatòria de l'Acadèmia Sueca "per les seves novel·les i històries curtes, en què la fantasia i la realitat es combinen en un tranquil món d'imaginació rica, reflectint la vida i els conflictes d'un continent". La seva novel·la més reconeguda internacionalment és Cent anys de solitud, publicada el 1967.

## Biografia

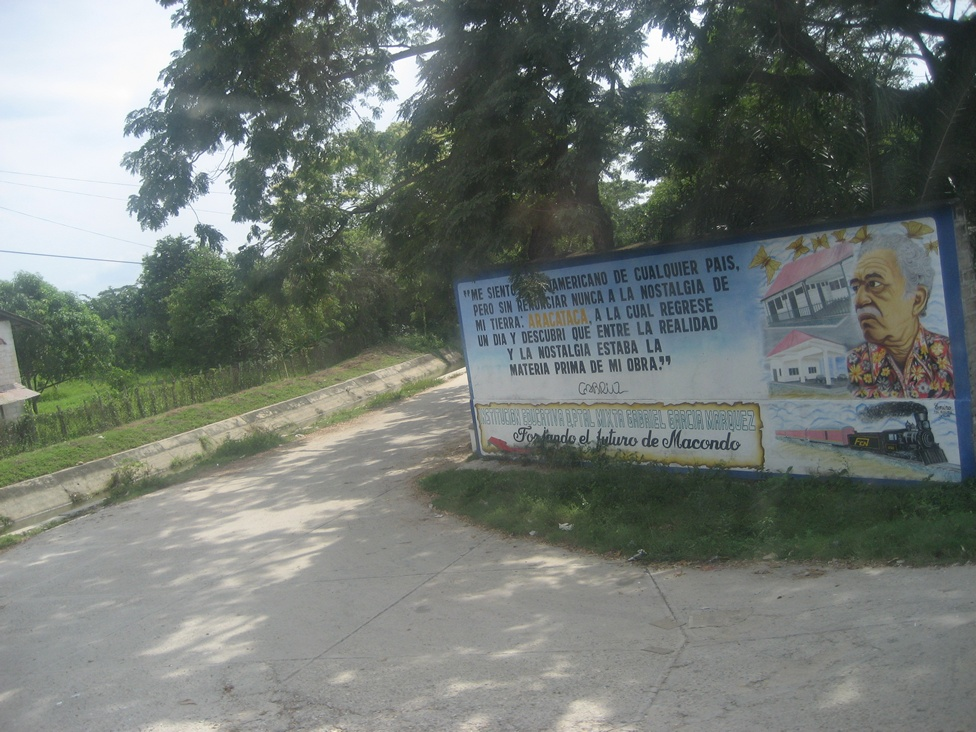
Mural a Aracataca: Em sento llatinoamericà de qualsevol país, però sense renunciar mai a la nostàlgia de la meva terra Aracataca, a la qual vaig tornar un dia i vaig descobrir que, entre la realitat i la nostàlgia, hi havia la matèria primera de la meva obra. Gabriel García Márquez

Va néixer el 6 de març del 1927 a la ciutat d'Aracataca, població situada al departament del Magdalena. Fill de Gabriel Eligio García i de Luisa Santiaga Márquez Iguarán, va ser criat pels seus avis materns, el coronel Nicolás Márquez i Tranquilina Iguarán.
El gener del 1929, els seus pares es van mudar a Barranquilla i ell va ser criat pels seus avis materns, el coronel Nicolás Márquez i Tranquilina Iguarán, a Aracataca. El 1936, quan tenia vuit anys, el seu avi va morir, i es va traslladar a Barranquilla on el seu pare era farmacèutic.
Precisament, l'avi matern s'havia oposat a la relació dels seus pares, ja que considerava que Gabriel Eligio García no era l'home que el coronel havia previst per guanyar el cor de la seva filla: "és un conservador, i té la reputació de ser un faldiller". Gabriel Eligio li va donar a Luisa serenates amb el seu violí, poemes d'amor, innombrables cartes, i fins i tot missatges telegràfics. El pare de Luisa la va enviar fora de la ciutat amb la intenció de separar la jove parella. Ells ho van intentar tot per desfer-se de l'home. La seva família, finalment, va capitular i se li va donar permís per casar-se amb Gabriel Eligio. Gabriel García Márquez va adaptar en El amor en los tiempos del cólera aquesta tragicòmica història del festeig dels seus pares.
Atès que els pares de García Márquez van ser més o menys aliens a ell durant els primers anys de la seva vida, va rebre una forta influència dels avis. El seu avi, a qui anomenava "Papalelo", va ser un dels liberals de la Guerra dels Mil Dies. El coronel era considerat un heroi pels liberals de Colòmbia i era molt respectat. Va ser molt conegut per la seva negativa a romandre en silenci sobre la Massacre de les bananeres, en què van morir centenars de persones a mans de les forces armades de Colòmbia, fet que plasmaria García Márquez en la seva obra. El coronel, a qui García Márquez ha descrit com el seu "cordó umbilical amb la història i la realitat", va ser també un excel·lent narrador. Li va ensenyar lliçons a García Márquez com, per exemple, llegir el diccionari. El portava al circ cada any, i va ser el primer a introduir el seu net, en el "miracle" del gel que es trobava a la botiga de la United Fruit Company. Així mateix, de tant en tant, li deia al seu jove net: "No es pot imaginar la quantitat del pes d'un mort", recordant-li que no hi havia més càrrega que la d'haver matat un home, una lliçó que García Márquez, més tard, integraria en les seves novel·les.
García Márquez va rebre una gran influència sobre la política i ideologia per les històries del seu avi. En una entrevista, García Márquez li va dir al seu amic Plinio Apuleyo Mendoza: "El meu avi el coronel era un liberal. Les meves idees polítiques probablement van començar amb ell, perquè, en lloc dels contes de fades quan jo era un nen, em va regalar terribles contes de l'última guerra civil entre els liberals i el govern conservador". Això va influir les seves opinions polítiques i, fins i tot, la seva tècnica literària "de manera que la seva carrera d'escriptor inicialment va prendre forma d'oposició a la situació literària colombiana. La seva opinió socialista i antiimperialista es va manifestar oposada a la situació de domini mundial dels Estats Units".
L'àvia de García Márquez, Tranquilina Iguarán Cotes, també va tenir un paper influent en la seva educació. Es va inspirar en ella per la manera en què "tractava les coses extraordinàries com una cosa perfectament natural". La casa estava plena d'històries de fantasmes i premonicions, auguris i signes, tots els quals van ser ignorats pel seu marit el coronel. D'acord amb García Márquez, "ella va ser l'origen de la màgica, supersticiosa i sobrenatural visió de la realitat". Ell va gaudir manera única l'explicació d'històries de la seva àvia. No importa com de fantàstiques o improbables foren les seves declaracions, sempre les explicava com si fossin una veritat irrefutable. Es tracta d'un estil que, uns trenta anys més tard, influiria en la novel·la més popular del seu net, Cent anys de solitud.
El seu avi va morir el 1936, quan Gabriel tenia vuit anys, i a causa de la ceguesa de la seva àvia ell va anar a viure amb els seus pares a Sucre, població situada al departament de Sucre (Colòmbia), on el seu pare treballava com a farmacèutic.
La seva infantesa està relatada en les seves memòries Vivir para contarla. El 2007 va tornar a Aracataca, després de 24 anys d'absència, per a un homenatge que li va retre el govern colombià en complir els seus 80 anys de vida i 40 de la primera publicació de Cent anys de solitud.

### Educació
L'any 1936 va morir el seu avi, motiu pel qual es va desplaçar a Sucre amb els seus pares, per a mesos després traslladar-se a la ciutat de Barranquilla a estudiar. Va cursar els primers graus de secundària al col·legi jesuïta San José des del 1940.
A San José, va publicar els seus primers poemes en la revista escolar Juventud. En una visita als seus pares a Sucre, es va trobar amb Mercedes Barcha en un ball d'estudiants, i va saber de seguida que tenia la intenció de casar-s'hi quan acabés els estudis.
El 1943, se li va concedir una beca per assistir al Liceo Nacional de Varones de Zipaquirà, una ciutat propera al nord de Bogotà, per acabar els dos últims anys de batxillerat al Liceo Nacional de Varones, avui (colegio nacional San Juan Bautista de La Salle). En una entrevista, va assenyalar García Márquez:
| « | Durant aquest període, vaig llegir una àmplia varietat de clàssics europeus, espanyols i de literatura colombiana. Si jo no tenia res a fer i evitava avorrir-me, em ficava a la biblioteca de l'escola, on tenia la Aldeana col·lecció. Vaig llegir-ho tot !... Des del primer volum fins a l'últim! Vaig llegir El Carnero, memòries, biografies... vaig llegir-ho tot! Per descomptat, quan vaig arribar a l'últim any de l'escola secundària, sabia més que el professor. | » |

Després de la seva graduació el 1947, García Márquez va anar a Bogotà amb la intenció d'estudiar dret a la Universitat Nacional de Colòmbia (Bogotà). Si bé a Bogotà, García Márquez va tenir un programa d'autolectura. La metamorfosi de Franz Kafka "en la falsa traducció de Jorge Luis Borges" va ser una tasca especial que el va inspirar. Estava emocionat amb la idea que podria escriure literatura no tradicional, sinó en un estil més similar a les històries de la seva àvia, en què "s'insereixen esdeveniments estranys amb altres d'ordinaris com si fossin simplement un aspecte de la vida quotidiana". Els seus desitjos de ser escriptor es feien realitat. Poc després, va publicar el seu primer conte La tercera resignació, que va aparèixer el 13 de setembre del 1947 a l'edició del diari El Espectador.
Encara que la seva passió era l'escriptura, va continuar amb la carrera de dret el 1948 per complaure el seu pare, però va acabar desertant. Encara que García Márquez mai no va acabar els estudis superiors, la Universitat de Colúmbia de Nova York li va atorgar un doctorat honorari de lletres el 1971.
Després del succés anomenat Bogotazo, el 1948, cruents disturbis que es van produir el 9 d'abril del mateix any a causa de l'assassinat del líder popular Jorge Eliécer Gaitán, i quan es van cremar alguns dels seus escrits a la pensió on residia, va decidir traslladar-se a Cartagena d'Índies.

### Periodisme
Va començar a treballar com a periodista del diari El Universal. A finals del 1949 es trasllada a Barranquilla per treballar escrivint una "capritxosa" columna amb el nom de Septimus per al diari local El Heraldo de Barranquilla.
García Márquez va prendre nota del seu temps en El Heraldo. Durant aquest temps, es va convertir en un membre actiu del grup informal d'escriptors i periodistes coneguts com el grup de Barranquilla, una associació que va ser una gran motivació i inspiració per a la seva carrera literària. Va treballar amb figures d'inspiració com José Félix Fuenmayor, el català Ramon Vinyes: Alfonso Fuenmayor, Álvaro Cepeda, Germán Vargas, Alejandro Obregón, Orlando Rivera "Figureta", Julio Mario Santo Domingo, entre d'altres. García Márquez, utilitzaria, per exemple, Ramon Vinyes, que seria representat com un savi català, propietari d'una llibreria en Cent anys de solitud. En aquest moment, García Márquez va llegir les obres d'escriptors com Virginia Woolf i William Faulkner. William Faulkner va influenciar García Márquez en les seves tècniques narratives, temes històrics i en la utilització de localitats provincials. L'ambient de Barranquilla va donar a García Márquez una educació literària a nivell mundial i li va proporcionar una perspectiva única sobre la cultura del Carib.
A petició d'Álvaro Mutis, retorna a Bogotà el 1954 per esdevenir reporter i crític de cinema del diari El Espectador. El 1958, després d'una estada a Europa, García Márquez retorna a Amèrica del Sud, i s'instal·la a Veneçuela.
Entre 1959 i 1961, després del triomf de la revolució cubana, va anar a l'Havana, va cofundar l'agència cubana de notícies La Prensa Latina i hi treballà, en què va fer amistat amb Ernesto Guevara. Es va establir inicialment a Nova York, ciutat que abandonà en sentir-se observat per la CIA arran dels seus escrits esquerrans. En les dècades del 1960 i 1970, es va exiliar a Mèxic i Espanya a causa dels seus enfrontaments amb el dictador Laureano Gómez i el seu successor, el general Gustavo Rojas Pinilla. Des del 1975, la seva residència radica entre Mèxic, Cartagena d'Índies, l'Havana i París.
El 1994, juntament amb el seu germà Jaime García Márquez i Jaime Abello Banfi, va crear la Fundació Nou Periodisme Iberoamericà - FNPI, que té com a objectiu ajudar joves periodistes a aprendre amb mestres com Alma Guillermoprieto i Jon Lee Anderson, i estimular noves formes de fer periodisme. García Márquez continua sent el president de la fundació.
Des del 1998, va ser president del Consejo Editorial i un dels propietaris de la Revista Cambio de Colòmbia.

### Matrimoni i família
García Márquez es va reunir amb Mercedes Barcha un cop acabats els estudis per casar-se. Quan va ser enviat a Europa com a corresponsal estranger, es va casar l'any 1958 amb Mercedes Barcha a Barranquilla, «a qui li havia proposat matrimoni des dels seus tretze anys». L'any següent, va néixer el seu primer fill, Rodrigo García Barcha, ara director de cinema i televisió.
Mercedes és descrita per un dels biògrafs de l'escriptor com "una dona alta i bonica, amb cabell marró fins a les espatlles, neta d'un immigrant egipci, cosa que pel que sembla es manifesta en uns pòmuls amples i ulls castanys grans i penetrants".
El 1961, es va instal·lar a Nova York com a corresponsal de Premsa Llatina. En rebre amenaces i crítiques de la CIA i dels exiliats cubans, que no compartien el contingut dels seus reportatges, va decidir traslladar-se i establir-se a la ciutat de Mèxic. A García Márquez, li hauria agradat quedar-se al sud dels Estats Units, ja que havia servit d'inspiració als escrits de Faulkner admirats per ell. Tres anys després, va néixer el segon fill, Gonzalo, actualment un dissenyador gràfic a ciutat de Mèxic.

### Fama

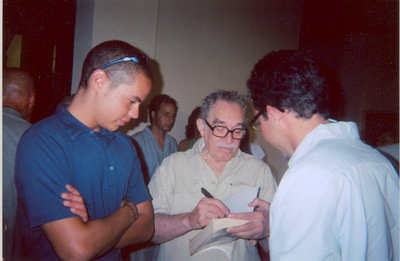
García Márquez signant autògrafs a l'Havana, Cuba

Després d'escriure Cent anys de solitud, García Márquez va tornar a Europa. Aquesta vegada, s'instal·là a Barcelona, on viuria entre novembre de 1967 i 1975, establint relació amb nombrosos intel·lectuals. Viurà al carrer de Caponata, 6, al barri de Sarrià, molt a prop de la casa de Mario Vargas Llosa.
El reconeixement internacional que va obtenir amb la publicació de la novel·la va portar la seva capacitat per a actuar com a mediador en les negociacions entre el govern colombià i la guerrilla, entre aquests, el Moviment M-19, i les actuals organitzacions de les FARC i l'ELN.
La popularitat de la seva escriptura també el va conduir a l'amistat amb poderosos líders, incloent-hi l'expresident cubà Fidel Castro, que ha estat analitzat en Gabo i Fidel: Retrat d'una amistat. En una entrevista amb Claudia Dreifus el 1982, diu que la seva relació amb Castro es basa fonamentalment en la literatura: "La nostra és una amistat intel·lectual. Pot ser que no sigui àmpliament conegut que Fidel és un home culte. Quan estem junts, parlem molt sobre literatura". D'altres han criticat García Márquez per aquesta relació. L'escriptor cubà Reinaldo Arenas, el 1992, en les seves memòries Antes que anochezca, assenyala que García Márquez estava amb Castro el 1980 en un discurs en què aquest últim va acusar els refugiats recentment assassinats a l'ambaixada del Perú de ser "xusma"; Arenas, amargament, recorda companys de l'escriptor que homenatjaven amb "hipòcrites aplaudiments" Castro.
També a causa de la seva fama i als seus punts de vista sobre l'imperialisme dels Estats Units, va ser etiquetat com a subversiu i per molts anys se li va negar el visat nord-americà per les autoritats d'immigració. No obstant això, després que Bill Clinton fos elegit president dels Estats Units, aquest finalment va aixecar la prohibició de viatjar al seu país i va afirmar que «Cent anys de solitud és la seva novel·la preferida». Hi ha un carrer a Los Angeles, Califòrnia, que porta el seu nom.
El 1981 va decidir asilar-se a Mèxic, on residí fins a la seva mort, a causa de la persecució política del govern de Julio César Turbay Ayala (1978-1982).

### Malaltia
El 1999, li va ser diagnosticat un càncer limfàtic. La quimioteràpia proporcionada per un hospital de Los Angeles va demostrar ser reeixida i la malaltia va entrar en remissió. Això va portar García Márquez a començar a escriure les seves memòries: "He reduït les relacions amb els meus amics sota mínims, desconnectant el telèfon, cancel·lant els viatges i tota mena de plans actuals i futurs... i estic bloquejat per escriure cada dia sense interrupció", va dir a El Tiempo, un diari colombià.
El 2000, el diari peruà La República va informar incorrectament de la seva imminent mort. L'endemà, altres diaris van publicar el seu suposat comiat, la qual cosa va ser posteriorment desmentida de ser el de García Márquez, en una entrevista.
El 2002, el seu biògraf Gerald Martin va volar a ciutat de Mèxic per parlar amb García Márquez. La seva dona, Mercedes, tenia grip i l'escriptor va haver de visitar Martin al seu hotel. Segons va dir, Gabriel García Márquez ja no tenia l'aparença del típic supervivent de càncer. Encara prim i amb el cabell curt, va completar Vivir para contarla aquest any.
Finalment, morí el 17 d'abril del 2014 a ciutat de Mèxic.

## Obra literària
Les obres de García Márquez han aconseguit un gran èxit a causa d'una personal barreja de fantasia i realitat, i és un dels principals exponents del realisme màgic. Aquesta fórmula narrativa entronca amb la tradició literària llatinoamericana, iniciada amb les cròniques dels conquistadors, plagades també de llegendes i elements sobrenaturals originats pel profund xoc entre el món conegut i la cultura dels espanyols que emigraven i l'exuberant i estranya presència del continent llatinoamericà. El 1954 va publicar la seva primera novel·la, La hojarasca, en la qual ja apuntava els trets més característics de la seva obra de ficció, plena d'una desbordant fantasia. La seva narrativa va entroncar amb la tradició literària hispanoamericana, al mateix temps que trobava en alguns creadors nord-americans, sobretot en William Faulkner, noves fórmules expressives. Reafirmà la seva condició d'excelent escriptor amb les seves obres posteriors Relato de un náufrago (1955) i El coronel no tiene quien le escriba (1961). El 1965 fou guardonat amb el Premi Nacional de Literatura de Colòmbia.
L'any 1967 publicà a l'Argentina Cent anys de solitud, una de les novel·les més importants de la literatura universal del segle xx. En aquesta obra recrea a través de la família Buendía la peripècia històrica de Macondo, poble imaginari on s'amaga el seu propi poble natal i el temps del seu país i continent. De perfecta estructura circular, el relat és una recreació mítica del món real de Llatinoamèrica on es troben constantment elements realistes i fantasiosos.
Després d'una temporada a París el 1969 s'instal·la a Barcelona, on es relaciona amb intel·lectuals com Carlos Barral i Mario Vargas Llosa. La seva estada a la capital catalana va ser decisiva per la concreció del que es va conèixer com a "boom" de la literatura hispanoamericana, del qual en fou un dels seus majors representants. L'any 1972 fou guardonat amb el Premi Rómulo Gallegos, en la seva segona edició, per la seva obra Cent anys de solitud.
El 1982 va rebre el Premi Nobel de Literatura per les seves novel·les i històries curtes, en les quals la fantasia i la realitat es combinen en un compost i ric món imaginatiu, reflectint la vida d'un continent i els seus conflictes.

## Estil

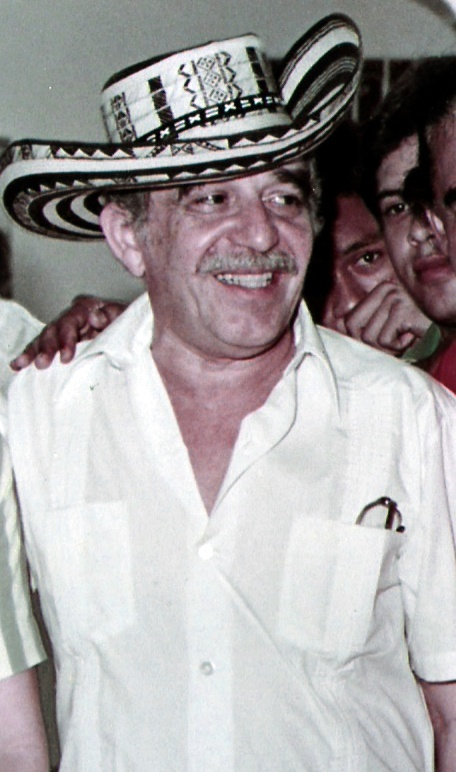
García Márquez el 1984

Si bé hi ha certs aspectes que gairebé sempre els lectors poden esperar en l'escriptura de García Márquez, igual que els casos d'humor, que no s'adhereixen a qualsevol estil clar i predeterminat.
En una entrevista amb Marlise Simons, va assenyalar:
| « | "En tots els llibres que tracten de fer un camí diferent [...]. Un no tria l'estil. Vostè pot investigar i tractar de descobrir quin és el millor estil per un tema. Però l'estil ve determinat pel tema, per l'estat d'ànim dels temps. Si tracta d'utilitzar una cosa que no s'adequa, simplement no funcionarà. A continuació, els crítics construeixen teories al voltant d'això i veuen les coses i jo no havia vist. Només respon a la nostra forma de vida, la vida del Carib". | » |

García Márquez també és conegut per deixar fora aparentment detalls importants i esdeveniments de manera que el lector es veu obligat a un rol més participatiu en la història de desenvolupament. Per exemple, en El coronel no tiene quien le escriba no s'hi esmenten els noms dels personatges principals. Aquesta pràctica es veu influïda per les tragèdies gregues, com Antígona (Sòfocles) i Èdip rei, en el qual ocorren esdeveniments importants fora de l'etapa i es deixen a la imaginació del públic.

### Realisme i realisme màgic
El realisme és un tema important en totes les obres de García Márquez. Ell ha dit que els seus primers treballs (amb l'excepció de La fullaraca): El coronel no té qui li escrigui, La Mala Hora i Els funerals de la Mama Grande reflecteixen la realitat de la vida a Colòmbia i aquest tema determina l'estructura racional dels llibres. En una ocasió va afirmar "No em penedeixo d'haver-los escrit, però pertanyen a un tipus de literatura premeditada que ofereix una visió de la realitat massa estàtica i exclusiva".
En les seves altres obres ha experimentat més amb enfocaments menys tradicionals a la realitat, de manera que el més terrible, el més inusual es diu amb expressió impassible. Un exemple comunament citat és l'ascensió espiritual i física al cel d'un personatge, mentre està estenent la roba a Cent anys de solitud. L'estil d'aquestes obres s'inscriu en el concepte del "real meravellós" descrit per l'escriptor cubà Alejo Carpentier i ha estat etiquetat com a realisme màgic.
El crític literari Michael Bell proposa una interpretació alternativa per a l'estil de García Márquez, ja que la categoria de realisme màgic ha estat criticada per ser dicotomitzada i exotizadora: "el que està realment en joc és una flexibilitat psicològica que és capaç d'habitar gens sentimentalment el món diürn mentre es manté oberta a les incitacions d'aquells dominis que la cultura moderna té, per la seva pròpia lògica interna, necessàriament marginalitzats o reprimits."
García Márquez i el seu amic Plinio Apuleyo Mendoza discuteixen el seu treball d'una manera similar: 
| « | El tractament de la realitat als teus llibres... ha rebut un nom, el de realisme màgic. Tinc la impressió que els teus lectors europeus solen advertir la màgia de les coses que tu contes, però no veuen la realitat que les inspira. Segurament perquè el seu racionalisme els impedeix veure que la realitat no acaba en el preu dels tomàquets o dels ous. | » |

## Obra publicada
- 1955 La hojarasca
- 1961 El coronel no tiene quien le escriba
- 1962 Los funerales de la Mamá Grande
- 1962 La mala hora
- 1967 Cent anys de solitud
- 1970 Relato de un náufrago
- 1972 La increíble y triste historia de la cándida Eréndira y de su abuela desalmada
- 1973 Cuando era feliz e indocumentado
- 1974 Chile, el golpe y los gringos
- 1974 Ojos de perro azul (inclou els primers contes)
- 1975 El otoño del patriarca
- 1976 Todos los cuentos (1947-1972)
- 1978 De viaje por los países socialistas (reeditat l'any 2015 com a De viaje por Europa del Este).
- 1981 Crònica d'una mort anunciada
- 1982 Viva Sandino
- 1982 El olor de la guayaba
- 1982 El secuestro
- 1983 El asalto: el operativo con el que el FSLN se lanzó al mundo
- 1994 Diatriba de amor contra un hombre sentado
- 1985 El amor en los tiempos del cólera
- 1986 Las aventuras de Miguel Littín clandestino en Chile
- 1989 El general en su laberinto
- 1992 Doce cuentos peregrinos
- 1994 Del amor y otros demonios
- 1996 Noticia de un secuestro
- Obra periodística 1: Textos costeños (1948-1952)
- Obra periodística 2: Entre cachacos (1954-1955)
- Obra periodística 3: De Europa y América (1955-1960)
- Obra periodística 4: Por la libre (1974-1995)
- Obra periodística 5: Notas de prensa (1980-1984)
- 2002 Vivir para contarla
- 2004 Memoria de mis putas tristes
- 2010 Yo no vengo a decir un discurso
- 2018 El Escándalo del siglo: textos en prensa y revistas (1950-1984), pròleg de Jon Lee Anderson

## Activitat política

### Militància i ideologia
L'any 1983, quan li van preguntar en una entrevista: «És vosté comunista?» l'escriptor va respondre: «Per descomptat que no. No ho sóc ni ho seré mai. Ni tampoc he format part de cap partit polític».
García Márquez va explicar al seu amic Plinio Apuleyo Mendoza: «Vull que el món sigui socialista i crec que tard o d'hora ho serà».
Segons Ángel Esteban i Stéphanie Panichelli, «Gabo entén per socialisme un sistema de progrés, llibertat i igualtat relativa» on saber és, a més a més d'un dret (derecho), un esquerre (izquierdo): en castellà hi ha un joc de paraules que els dos autors utilitzen per a titular el capítol del seu llibre: «Si saber no es un derecho, seguro será un izquierdo».
García Márquez ha viajat a molts països socialistes com Polònia, Txecoslovàquia, l'Alemanya Oriental, la Unió Soviètica, Hongria, i després va escriure alguns articles, mostrant el seu «desacord amb el que hi passava».
L'any 1971, en una entrevista per a la revista Libre (que ell mateix patrocinava) va declarar: «Jo segueixo creient que el socialisme és una possibilitat real, que és la bona solució per a Amèrica Llatina, i que s'ha de tenir una militància més activa».
L'any 1959 García Márquez fou corresponsal a Bogotà de l'agència de premsa Prensa Latina ("Prela") creada pel govern cubà després del començament de la Revolució cubana per a informar sobre els esdeveniments a Cuba. Allà «havia d'informar objectivament sobre la realitat colombiana i difondre a la vegada notícies sobre Cuba i el seu treball consistia a escriure i enviar notícies a l'Havana. Era la primera vegada que García Márquez feia periodisme vertaderament polític». Més tard, l'any 1960, va fundar amb el seu amic Plinio Apuleyo Mendoza una revista política, Acción Liberal, que va caure en fallida després de publicar tres números.

### Suports i mediacions
Amic personal del líder cubà Fidel Castro i partidari dels grups revolucionaris de l'Amèrica Llatina durant les dècades de 1960 i 1970, ha estat molt crític amb el posicionament del govern colombià vers les Forces Armades Revolucionàries de Colòmbia (FARC) i l'Exèrcit d'Alliberament Nacional (ELN). A començaments de la dècada del 1980 va ser oficialment convidat pel govern del seu país a tornar per exercir d'intermediari amb la guerrilla.
Gabriel García Márquez va brindar el seu suport i es va unir a l'àmplia llista de prominents figures de l'Amèrica Llatina que han manifestat el seu suport a la independència de Puerto Rico a través de la seva adhesió a la "Proclama de Panamá" aprovada per unanimitat en el "Congrés Llatinoamericà i Caribeny per la Independència de Puerto Rico" celebrat a la ciutat de Panamà el novembre de 2006. Entre aquests autors que van donar el seu suport inequívoc al dret de Puerto Rico a exercir el seu dret a la plena descolonització i lliure determinació, es troben entre d'altres: Pablo Armando Fernández, Ernesto Sábato, Mario Benedetti, Eduardo Galeano, Thiago de Mello, Frei Betto, Carlos Monsiváis, Pablo Milanés, Ana Lydia Vega, Mayra Montero i Luis Rafael Sánchez.

## En ficció
- Cartagena, novel·la de Claudia Amengual (2015).